# Clistopyga canadensis
Clistopyga canadensis är en stekelart som beskrevs av Léon Abel Provancher 1880. Clistopyga canadensis ingår i släktet Clistopyga och familjen brokparasitsteklar. Inga underarter finns listade i Catalogue of Life.